# Peel Sessions (album de Galaxie 500)
Pour les articles homonymes, voir Peel Sessions.
Albums de Galaxie 500
The Portable Galaxie 500
(1998)
Peel Sessions est une compilation des deux sessions live enregistrées par Galaxie 500, pour le programme de John Peel sur BBC Radio 1 (les fameuses Peel Sessions).

## Titres
Tous les titres ont été écrits par Galaxie 500, sauf mention contraire.
1. Submission (Sex Pistols) - 4:10
2. Final Day (Young Marble Giants) - 2:54
3. When Will You Come Home - 5:11
4. Moonshot (Buffy Sainte-Marie) - 3:21
5. Flowers - 4:39
6. Blue Thunder - 3:49
7. Decomposing Trees - 4:04
8. Don't Let Our Youth Go to Waste (Jonathan Richman) - 6:48